# Adolf Martens

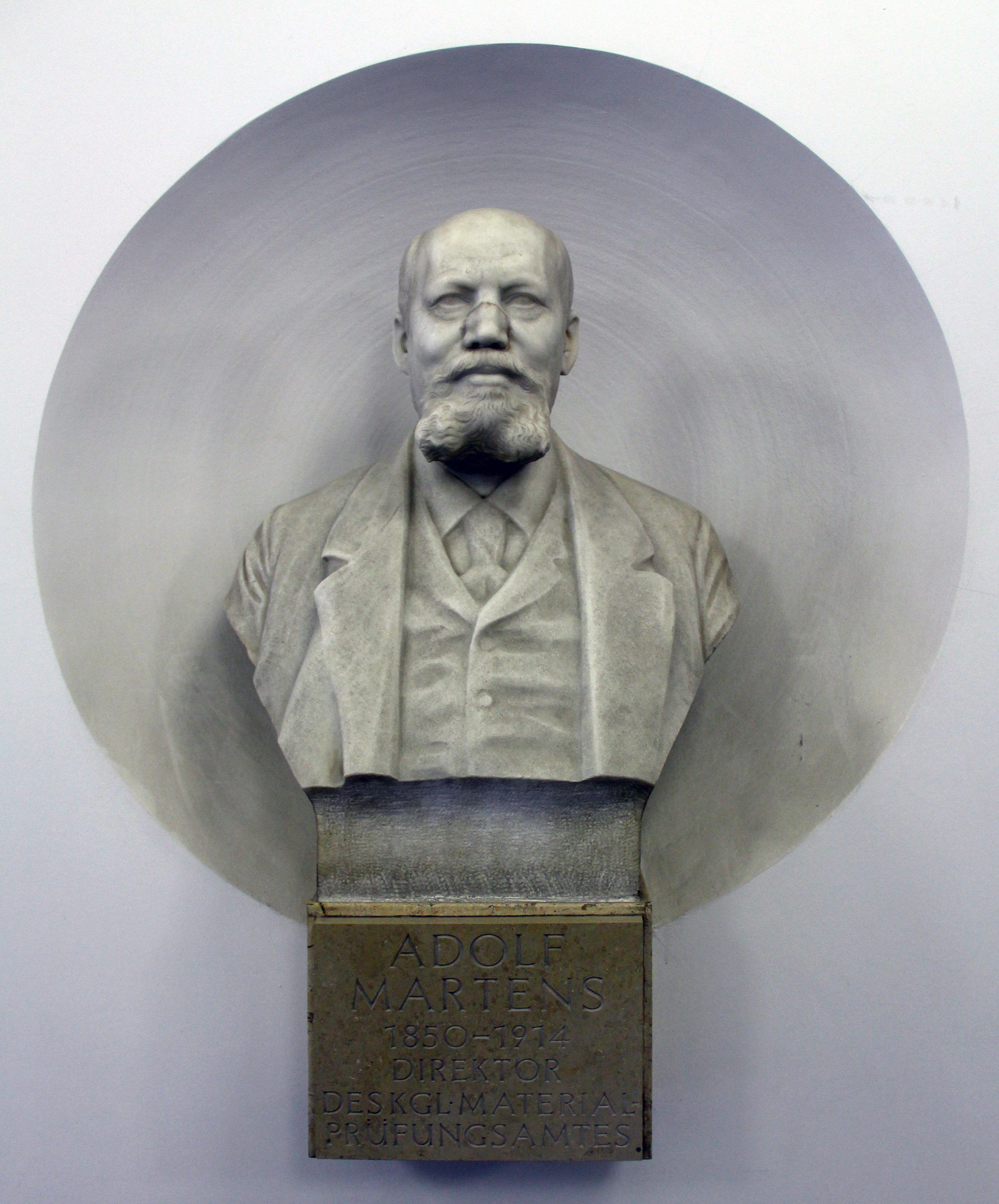
Büste im Gebäude der Bundesanstalt für Materialforschung und -prüfung, Unter den Eichen 87, in Berlin-Lichterfelde

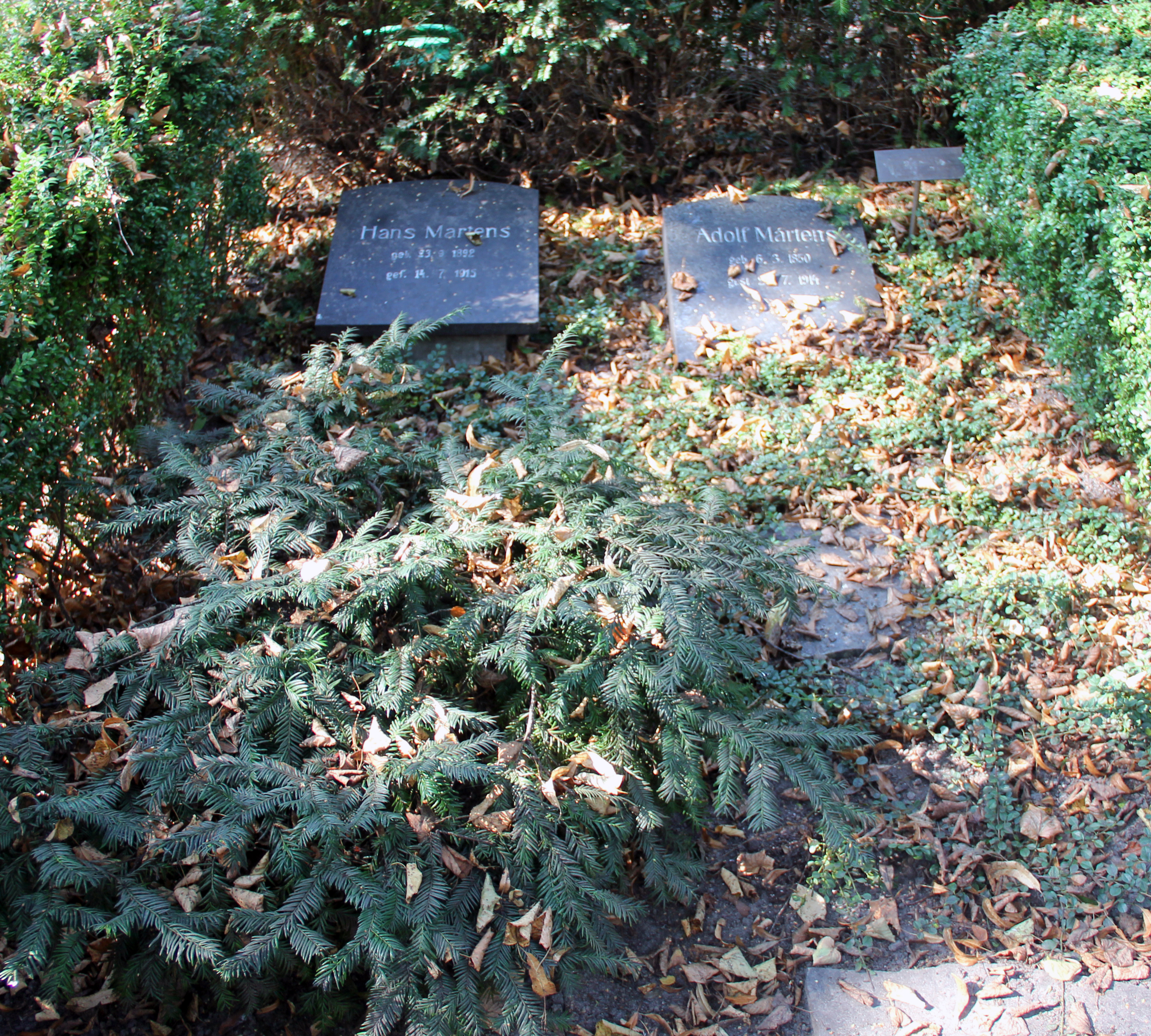
Grabstätte, Königin-Luise-Straße 55, in Berlin-Dahlem

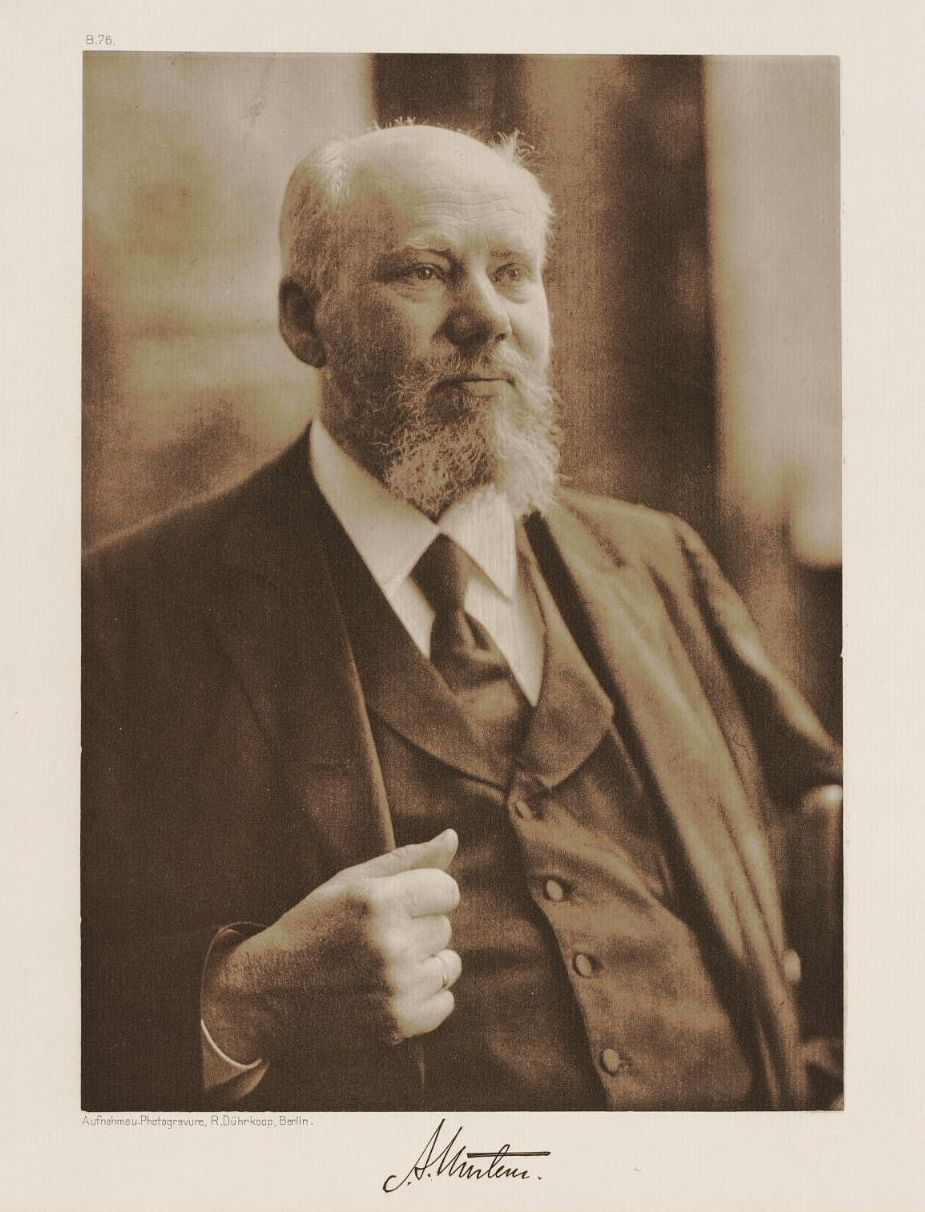
Adolf Martens, 1907, Foto von Rudolf Dührkoop

Adolf Martens (* 6. März 1850 in Bakendorf bei Hagenow; † 24. Juli 1914 in Groß-Lichterfelde; vollständiger Name Adolf Karl Gottfried Martens) war ein deutscher Werkstoffkundler und Materialprüfer. 

## Leben
Martens studierte Maschinenbau, hatte sich aber schon frühzeitig intensiver mit der Entwicklung der Werkstoffprüfung für die Konstruktion beschäftigt. 1879 wurde Martens Professor an der Technischen Hochschule Charlottenburg. Dort war er langjähriger Direktor der Mechanisch-Technischen Versuchsanstalt und seit 1884 Direktor des Materialprüfungsamtes, das 1904 von Charlottenburg nach Dahlem verlegt wurde. Martens war einer der Väter der Materialforschung und -prüfung und begründete die Wissenschaft der Werkstoffprüfung in Deutschland.
Er war einer der Vorreiter beim Einsatz des Mikroskops als Analysewerkzeug für Metallgefüge. Von ihm stammen wesentliche Beiträge zur Materialforschung, u. a. durch Verbesserung des Metallmikroskops und durch Arbeiten zur Konstitution von Metalllegierungen. 1899 veröffentlichte er das damals hoch beachtete Handbuch der Materialkunde. Er konstruierte zahlreiche Werkstoffprüfmaschinen. Verfahren zur Messung der Ritzhärte von Nichtmetallen sowie des Flammpunktes von brennbaren Flüssigkeiten sind mit seinem Namen verbunden: Ritzhärte nach MARTENS, Flammpunkt nach PENSKY-MARTENS.
Auf ihn geht auch die Gründung des Königlichen Materialprüfungsamtes zurück, aus der die heutige Bundesanstalt für Materialforschung und -prüfung (BAM) hervorgegangen ist. Martens war seit 1904 Mitglied der Königlich Preußischen Akademie der Wissenschaften zu Berlin.
1905 wurde ihm von der Technischen Hochschule Dresden die Ehrendoktorwürde verliehen. 1911 wurde er mit der Grashof-Denkmünze des Vereins Deutscher Ingenieure (VDI) ausgezeichnet. Zu seinen Ehren wird ein bestimmtes Gefüge im Stahl, das bei schneller Abkühlung entsteht und für die Härte des Stahls verantwortlich ist, international Martensit genannt. 2003 wurde von der ISO die Universalhärte in Martenshärte umbenannt.
In seinem Namen wird alle zwei Jahre vom Adolf-Martens-Fonds e. V. der Adolf-Martens-Preis zur Förderung der Werkstoffwissenschaften, der Materialforschung und -prüfung und der Sicherheitstechnik verliehen.
In Berlin-Lichterfelde wurde 1971 eine Straße nach Martens benannt. Sein Grab befindet sich auf dem städtischen Friedhof Dahlem. Er war Mitglied des VDI und des Berliner Bezirksvereins des VDI.